# Die Sims 2
Die Sims 2 ist die Nachfolgeversion des Computerspiels Die Sims. Es wurde am 16. September 2004 von Electronic Arts veröffentlicht und beinhaltet eine neue 3D-Grafik-Engine. Die Komplexität und der Realismus des Spiels im Vergleich zum Vorgänger wurden erhöht. In den ersten sieben Tagen nach Verkaufsstart wurden weltweit über eine Million Exemplare verkauft.

## Spielprinzip
In Die Sims 2 verfügt jeder Sim über Gene, die sein Leben in gewisser Hinsicht vorbestimmen. Bekommen zwei Sims ein Kind, so fließen geistige wie körperliche Eigenschaften in die „Kreation“ des Kindes mit ein. Außerdem können die Sims nun sechs Altersstufen durchlaufen: Baby (drei Tage lang), Kleinkind (vier Tage lang), Kind (acht Tage lang), Teenager (15 Tage lang), Erwachsener (29 Tage lang), Senior (je nach Laufbahn-Level maximal 31 Tage). Nach der Zeit als Senior folgt unweigerlich der Tod. Sims können auf verschiedene Arten sterben: durch Krankheit, Ertrinken, Feuer, Insekten, Stromschlag, Altersschwäche, Satellitenabsturz, Erschrecken und durch Verhungern. Bei jeder Todesart hat der Geist des Sims eine andere Farbe. Zudem hat man in Die Sims 2 mehr Gestaltungsmöglichkeiten bei der Kreation neuer Spielfiguren. Es ist unter anderem möglich den Kopf der Sims nach seinen Vorstellungen zu gestalten. So kann man zum Beispiel auch Personen aus Film und Fernsehen nachstellen.
Es gibt auch Belohnungsobjekte und Wünsche: Immer wenn der Spieler einem Sim einen Wunsch erfüllt, gibt es Belohnungspunkte, für die besondere Gegenstände erworben werden können. War der Sim erfolgreich in seinem Job und hat einen hohen Level erreicht, gibt es dafür eine spezielle Job-Belohnung. Mit diesen Belohnungen kann man die wichtigste Job-Fähigkeit schneller aufbauen.
Im September 2006 ist eine DVD-Version des Spiels erschienen, die die CD-Version komplett ersetzt.
Im Juni 2009 erschien mit Die Sims 3 der Nachfolger des Spiels.
Im Juni 2014 erschien, auf Grund der Einstellung des Supports für Die Sims 2, eine Die Sims 2: Ultimate Collection, die alle bisher erschienen Erweiterungspakete sowie Mini Add-Ons enthält.

## Erweiterungspacks
Erweiterungspacks sind Spiele, die nur mit dem Hauptspiel von Die Sims 2 laufen und weitere Objekte wie Kleidungsstücke oder Möbel, sowie manchmal neue Spielmöglichkeiten hinzufügen. Es gibt mittlerweile acht Erweiterungspacks sowie neun Accessoires-Packs und eine Zusatz-CD.

### Wilde Campus-Jahre
(University)
Das am 10. März 2005 erschienene erste Erweiterungspaket zu Die Sims 2 handelt vom Collegeleben der Sims. Es gibt drei neue Campus-Nachbarschaften und die neue, optionale Lebensstufe „Junger Erwachsener“ sowie eine Vielzahl an neuen Objekten, hauptsächlich für die Campus-Nachbarschaft. Außerdem gibt es vier neue Karrieren (Künstler, Naturwissenschaftler, Paranormaler und Showbusiness). Der Spieler kann wählen, ob seine Studenten wie gewohnt in ihren eigenen vier Wänden leben und lernen oder dies zusammen mit anderen Studenten im Wohnheim tun. Falls die Studenten in einem eigenen Haus wohnen, kann daraus eine Studentenverbindung werden. Die Sims werden nun nach ihrem gegenseitigen Einfluss bewertet. Als neue Job-Belohnungen gibt es eine Sims-Fressende-Kuhpflanze (Naturwissenschaft), die ein Leben verlängerndes Elixier produziert, einen Draht zum Sensenmann (Belohnung der Paranormal-Karriere), durch den ein Sim entweder für viel Geld komplett wiederbelebt werden kann, durch mittlere Bezahlung viele Fähigkeiten verlieren und wieder auferstehen kann oder durch zu wenig Geld als Zombie zurückkehren kann, eine antike Kamera (Künstler-Karriere) und einen Operationstisch (Showbiz) an dem man das Gesicht des Sims verändern kann. Die Sims können sich nun auch einen MP3-Player, Handheld oder ein Handy zulegen. Mit dem Handy können die Sims von nun an überall telefonieren oder angerufen werden.

### Nightlife
(Nightlife)
Das zweite Erweiterungspaket ist am 15. Oktober 2005 in Deutschland und Österreich erschienen. In der Schweiz kam die Erweiterung bereits am 10. Oktober auf den Markt. In diesem Erweiterungspaket geht es um das Nachtleben der Sims. Das Erweiterungspaket enthält mehr als 125 neue Objekte und zahlreiche neue Charaktere. Es gibt die neuen Laufbahnen „Spaß“ und „Gegrillter Käse“ und jeder Sim besitzt persönliche „An- und Abtörner“, die sein Flirtverhalten beeinflussen. Eine weitere Erneuerung sind die Vampire, die ab einem bestimmten Freundschaftsgrad auch spielbare Sims beißen können. Sie sind fast unsterblich. Nachts sind die Bedürfnisse „eingefroren“, das bedeutet sie können nicht sinken, aber bei Tageslicht sinken ihre Bedürfnisse jedoch sehr schnell und sie könnten zu Staub zerfallen, wenn sie nicht schnell im Sarg liegen. Gegen den Vampirismus kann man sich einen Heiltrank bei der Zigeunerin (Heiratsvermittlung) besorgen. Außerdem gibt es eine Downtown, die man einzeln in jede andere Nachbarschaft einfügen kann. Die jugendlichen und erwachsenen Sims können eigene Autos kaufen und sind nun nicht mehr auf das Taxi, die Fahrgemeinschaft und den Schulbus angewiesen, falls sie in die Stadt, zur Arbeit oder zur Schule wollen.

### Open for Business
(Open for Business)
Am 2. März 2006 erschien in Deutschland das dritte Erweiterungspaket. Es bietet den Sims die Möglichkeit, Geschäfte, Restaurants und andere Familienbetriebe zu eröffnen und damit Geld zu verdienen. Man kann Mitarbeiter einstellen und muss die Kunden zufriedenstellen. Neu sind dabei Schönheitssalons, Spielzeugläden, Elektrofachhandel, Möbelgeschäfte, Bäckereien, Blumenläden und vieles mehr. Das Erweiterungspaket beinhaltet über 125 neue Objekte, darunter auch Aufzüge, Herstellungswerkbanken, Friseurzubehör und Einkaufstüten. Neben Dienstleistungen bietet das Spiel auch die Funktion an, fast jedes beliebige Objekt mit einem Markierungswerkzeug zum Verkauf anzubieten. Dabei kann der Spieler Preise festsetzen. Als neue spielbare „Kreatur“ kommt der aus Die Sims bekannte Roboter Servo hinzu, den man sich an der Roboterwerkbank bauen kann. Weitere Werkbänke sind die Spielzeugwerkbank oder die Blumenwerkbank. Die darauf erstellten Produkte kann man später auch in seinem Geschäft verkaufen.

### Haustiere
(Pets)
Das vierte Erweiterungspaket erschien am 19. Oktober 2006. Es ist neben PC und Mac (noch kein Liefertermin bekannt) auch für PlayStation 2 (19. Oktober 2006), Nintendo GameCube (19. Oktober 2006), Nintendo DS (2. November 2006), Game Boy Advance (9. November 2006), PlayStation Portable (14. Dezember 2006) und Nintendo Wii (20. Juni 2007) erhältlich, wobei die Konsolenversionen nicht in Form eines Erweiterungspakets erscheinen, sondern als neues Gesamtspiel. In dem Erweiterungspaket geht es um Haustiere. Es gibt neben im Haus freilaufenden Katzen und Hunden mit Persönlichkeiten und Beziehungen auch Kleintiere wie die sogenannte Happaratten (ähnlich dem Meerschweinchen), Vögel und einen neuen Satz Fische (in einem neuen Salzwasseraquarium). Die Sims können mit ihren Hunden und Katzen im Park spazieren gehen, ihnen neue Tricks beibringen, spielen, durch bestimmte Interaktionen das Verhalten des Tieres verändern und es sogar zur Arbeit schicken, denn es gibt drei Tier-Karrieren. Im Tier-Erstell-Modus kann der Spieler, ähnlich wie beim Sim-Erstell-Modus, eine Familie mit Tieren erstellen, eine reine Tierfamilie bauen, die mit einer Sim-Familie kombiniert werden kann oder Tiere kaufen. Um die Tiere zu versorgen, gibt es neue Gegenstände wie Kratzbäume, Kauknochen, Katzenspielzeug, Hundehütten, Katzenkörbchen und Futternäpfe. Auch für die Sims gibt es neue Gegenstände und einen neuen Countrymusik-Radiosender. Es gibt sowohl streunende Haustiere, die von den Sims adoptiert werden können, als auch Wildtiere wie Stinktiere und Wölfe. Auch in diesem Erweiterungspaket kommt ein neues Wesen hinzu, der Werwolf. Dieser entsteht, wenn ein Sim von einem Wolf gebissen wird. Das Gegenmittel für den Werwolf bekommt man von der Tiertrainerin.

### Vier Jahreszeiten
(Seasons)
Das fünfte Add-On unter dem Namen Die Sims 2 Vier Jahreszeiten erschien am 1. März 2007. Die Sims erleben nun die vier Jahreszeiten Frühling, Sommer, Herbst und Winter. Des Weiteren sind nicht nur die Jahreszeiten eine Neuerung, sondern auch verschiedene Wetterlagen – von Sonne über Regen bis hin zu Gewittern und Hagel. Ferner wurde die aus dem „Die-Sims“-Erweiterungspack Tierisch gut drauf bekannte Aktivität des Anbauens von Obst und Gemüse ins Spiel eingebaut. Die neue Kreatur ist eine Art Pflanzensim. Dieser entsteht, wenn ein Sim zu viel mit Pestiziden arbeitet. Im Sim-Erstell-Modus gibt es einen neuen Bekleidungspunkt mit Wintersachen. Außerdem kann man nun für jede Kleidungskategorie eine Frisur auswählen. Die Reihenfolge in der die Jahreszeiten ablaufen, kann man frei nach seinen eigenen Wünschen gestalten. Bei diesem Erweiterungspaket gibt es keine neue Teilnachbarschaft (wie bei Nightlife oder Open for Business), sondern eine Hauptnachbarschaft, deren Name „Auenhausen“ ist. Außerdem gibt es neue Karrieren: Gamer, Journalist, Jurist, Musik, Abenteuer und Bildung.

### Gute Reise
(Bon Voyage)
Das sechste Erweiterungspack erschien am 6. September 2007. Im Mittelpunkt steht das Thema Reisen. Es gibt drei verschiedene Reiseziele: Kanada (Drei Seen), Südseeinsel (Twikkii Insel) oder Fernost (Takemizu Village), wo die Sims verschiedene Volksbräuche kennenlernen und diese auch anderen Sims beibringen können. Außerdem können die Sims jetzt in die Flitterwochen fahren. In jeder der Nachbarschaften gibt es je ein geheimes Grundstück, das nur sichtbar wird, wenn man beim Graben eine geheime Karte findet. Dort können die Sims, wenn sie bestimmte Aufgaben erfüllen besondere Erlebnisse haben. Das größte Objekt ist ein Piratenschiff mit Piratengeist. Mit diesem Erweiterungspack wird die Funktion hinzugefügt, den Sims Schmuck zu kaufen oder anzuziehen. Die neue Kreatur ist ein Bigfoot, dem man im Wald begegnen kann. Es sind auch neue Objekte verfügbar wie Saunen, Axt-Weitwurf-Brett und vieles mehr.

### Freizeit-Spaß
(Free Time)
Das siebte Erweiterungspack ist am 28. Februar 2008 in Deutschland erschienen. Es dreht sich um das Thema Freizeitaktivitäten, wobei die Hauptschwerpunkte bei den Themen Kunst, Sport, Tanz, Musik und Natur liegen. Mit der Erweiterung ist es möglich, dass die Sims beispielsweise Fußball und Basketball spielen, Ballett tanzen oder Autos reparieren oder zusammenschrauben. Eine Reihe von Gegenständen ermöglichen es zum Beispiel, dass die Sims Gefäße töpfern können oder sie an Tanz-, Videospiel- oder Kochwettbewerben teilnehmen können. Die neue „Kreatur“ ist ein Flaschengeist, der Wünsche erfüllt (z. B. viel Geld).

### Apartment-Leben
(Apartment Life)
Das achte und gleichzeitig letzte Erweiterungspaket für Die Sims 2 ist am 28. August 2008 in Deutschland erschienen. In dieser Erweiterung dreht sich alles um das Leben in Mietwohnungen, was bedeutet, dass mehrere Haushalte auf einem Grundstück in verschiedenen Apartments wohnen und sich gegenseitig besuchen können. Das Erweiterungspack gibt dem Spieler außerdem die Möglichkeit, seine Figur in eine Hexe oder einen Zauberer zu verwandeln, der dann andere Sims durch Zaubersprüche beeinflussen kann und bestimmte Gegenstände herstellen kann. Auch wurden sogenannte „Soziale Gruppen“ ins Spiel eingeführt.

## Accessoire-Packs
Die Accessoire-Packs unterscheiden sich hauptsächlich vom Umfang her von den Erweiterungspaketen. Sie beinhalten in der Regel neue Kleidungsstücke, Objekte, Tapeten, Böden und ähnliches. Eine Ausnahme zu den sogenannten Accessoire-Packs bildet das Weihnachts-Pack. Es beinhaltet etwa 40 neue Gegenstände, neue Interaktionen und NPCs.

### Weihnachts-Pack
(Christmas Party Pack)
Am 18. November 2005 erschien in Deutschland eine Zusatz-CD. Diese beinhaltet über 40 neue Objekte, mit denen der Spieler mit den Sims Weihnachten feiern kann. Neben zahlreichen Weihnachtsobjekten wurden Oster- und Halloweengegenstände, sowie der Weihnachtsmann, Väterchen Zeit oder das Neujahrsbaby hinzugefügt. Außerdem kann der Spieler eine Silvesterparty feiern. Die Produktion wurde am 24. Januar 2006 eingestellt. Am 9. November erschien die Neuauflage des Weihnachts-Packs – die Weihnachtszeit-Accessoires – mit 20 neuen Objekten. Somit wurde das Weihnachts-Pack in die reguläre Accessoires-Pack-Reihe eingegliedert.

### Family Fun-Accessoires
(Family Fun Stuff)
Das erste Accessoires-Pack ist am 13. April 2006 erschienen. Es beinhaltet mehr als 60 neue Objekte, die sich um das Thema Familie drehen. Der Spieler kann die Kinderzimmer im Burg- oder Unterwasser-Stil gestalten oder der ganzen Familie ein einheitliches Kleidungsstück geben.

### Glamour-Accessoires
(Glamour Life Stuff)
Das zweite Accessoires-Pack ist am 31. August 2006 erschienen. Es beinhaltet über 60 neue Kleidungsstücke, Objekte, Tapeten, Böden und mehr im neu-modischen Stil für die etwas reicheren Sims.

### Weihnachtszeit-Accessoires
(Happy Holiday Stuff)
Das dritte Accessoires-Pack wurde am 9. November 2006 veröffentlicht. Es beinhaltet die mehr als 40 Objekte des Weihnachts-Packs und über 20 neue Objekte. Die Interaktionen und NPCs der Zusatz-CD sind ebenfalls enthalten.

### Party!-Accessoires
(Celebration! Stuff)
Das vierte Accessoires-Pack ist am 5. April 2007 erschienen. Es beinhaltet viele neue Objekte und Kleidungsstücke rund um das Thema Feiern.

### H&M Fashion-Accessoires
(H&M Fashion Stuff)
Das fünfte Accessoires-Pack ist am 6. Juni 2007 erschienen. Es beinhaltet Kleidung von H&M. Außerdem beinhaltet es Objekte (unter anderem neue Kassen, Kleiderständer, Umkleidekabinen) und Baumöglichkeiten, um einen eigenen H&M-Laden zu eröffnen und mit der „Open for Business“-Erweiterung die eigenen Sims anzustellen.

### Teen Style-Accessoires
(Teen Style Stuff)
Das sechste Accessoires-Pack erschien am 8. November 2007. Es beinhaltet unter anderem neue Kleidung, Frisuren und Möbel speziell für die Altersgruppe der Teenager in den Themen „Grufti“, „Surfer“ und „Glamour-Girl“.

### Küchen- und Bad-Einrichtungs-Accessoires
(Kitchen & Bath Interior Design Stuff)
Das siebte Accessoires-Pack erschien am 17. April 2008. Es beinhaltet über 60 neue Objekte für die Küche und das Badezimmer im romantischen und modernen Stil. Passend zum Thema sind luxuriöse Bademäntel und Designer-Küchenschürzen enthalten.

### IKEA Home-Accessoires
(IKEA Home Stuff)
Das achte Accessoires-Pack ist am 26. Juni 2008 erschienen. Es beinhaltet rund 60 neue Objekte für das Wohn- und Schlafzimmer sowie für das Büro aus dem Sortiment des schwedischen Einrichtungshauses IKEA. Die Objekte werden wie beim Original mit Neologismen benannt, wie zum Beispiel dem „Leksvik“-Couchtisch und dem „Vänna“-Spiegel.

### Villen- und Garten-Accessoires
(Mansion & Garden Stuff)
Das neunte – und letzte – Accessoires-Pack für Sims 2 erschien am 20. November 2008. Es bezieht sich auf die Gestaltung von Häusern und Grünflächen. Dazu werden drei Stile vorgeschlagen: Marokkanisch, Art déco und Viktorianisch.

### Minipacks

#### Weihnachtszeit-Minipack
(Happy Holiday Mini Pack)
Da Weihnachtszeit-Accessoires über 20 neue Objekte zum Weihnachts-Pack beinhaltet, wurden diese Objekte speziell für Besitzer des Weihnachts-Packs als Weihnachtszeit-Minipack beim ehemaligen Download-Service von Electronic Arts (EA-Link) angeboten. Es ist zusammen mit dem gleichnamigen Accessoires-Pack am 9. November 2006 erschienen.

## Bundles
Wie bei Die Sims gibt es auch für Die Sims 2 Bundles.
- The Sims 2 Holiday Edition (enthält das Basis-Spiel und Weihnachts-Pack; nicht in Deutschland erschienen)
- The Sims 2 Holiday-Edition 2006 (enthält das Basis-Spiel und Weihnachtszeit-Accessoires; Erscheinungstag: 9. November 2006, nicht in Deutschland erschienen)
- Die Sims 2 Haustiere-Edition (enthält das Basis-Spiel und Haustiere)
- Die Sims 2 Deluxe (enthält das Basis-Spiel, Nightlife und Bonus-CD; Erscheinungstag: 27. September 2007)
- The Sims 2 Limited Edition (enthält „Die Sims 2 Deluxe“ und das Erweiterungspack „Gute Reise“ – Veröffentlichung in Europa noch nicht bekannt)
- The Sims 2 Deluxe Gift-Edition (enthält „Die Sims 2 Deluxe“ und Teen Style-Accessoires; nicht in Deutschland erschienen)
- The Sims 2: FreeTime Limited Collection (enthält „Die Sims 2 Deluxe“ und „Freizeit-Spaß“; Erscheinungstag 28. Februar 2008 – Veröffentlichung in Europa nicht bekannt)
- Die Sims 2: Super Deluxe (enthält das Basisspiel, Nightlife, Party-Accessoires und Bonus-CD; Erscheinungstag: 11. September 2008)
- Die Sims 2: Best of Business (enthält Open for Business, IKEA Home-Accessoires und H&M-Accessoires; Erscheinungstag: 3. Oktober 2009 – Veröffentlichung in Europa nicht bekannt; bisher nur als Download auf Origin erhältlich)
- Die Sims 2: Ultimate Collection (enthält alle Erweiterungspakete und Mini Add-Ons; Erscheinungstag 16. Juni 2014) - Durch die Einstellung des Supports für Die Sims 2 erhalten die Betroffenen ein kostenloses Upgrade auf Die Sims 2: Ultimate Collection. Diese muss über Origin heruntergeladen werden.[4] Am 24. Juli 2014 gab EA bekannt, die Ultimate Edition von Sims 2 jedem Origin-Benutzer kostenfrei zur Verfügung zu stellen, insofern sie den Code dafür bis zum 31. Juli 2014 eingelöst haben.[5]

## Trivia
- Eine 2005 veröffentlichte Modifikation des Spiels, durch welche die Spielfiguren komplett entkleidet werden konnten, rief insbesondere in den USA konservative Sittenwächter auf den Plan.
- Als Vorlage für das im Spiel vorkommende „Veronaville“ dienten unter anderem Shakespeares Drama Romeo und Julia und die Komödie Ein Sommernachtstraum.
- Die Familie „Grusel“ aus „Schönsichtingen“ ist als Familie „von Spinnweb“ aus Die Sims bekannt. Tochter „Kassandra“ ist mittlerweile erwachsen geworden und hat einen Bruder namens „Alexander“ bekommen. „Bella Grusel“, im ersten Teil der Spielserie „Julia von Spinnweb“, wurde von Aliens entführt und ist nun als NPC in der Stadt „Merkwürdighausen“ zu finden.
- Im Juni 2007 erschien ein Wandkalender zu Die Sims 2.
- Das im Jahr 2007 erstmals auf der Games Convention vorgestellte offizielle Die Sims 2 Magazin wurde nach nur einer Ausgabe wieder eingestellt.
- Im Juni 2014 erschien Die Sims 2: Ultimate Collection, die alle bisher veröffentlichten Erweiterungen sowie Mini Add-Ons beinhaltet.
- Die im Juni erschienene Ultimate-Collection war vom 23. – 31. Juli 2014 für jeden kostenlos erhältlich. Erreichbar war das Spiel über den Origin-Promo-Code „I-LOVE-THE-SIMS“ über Origin.[6]

## Konsolenversionen
Die Sims 2 erschien auch für diverse Konsolen.
- Die Sims 2 (Playstation 2, Xbox, GameCube, GBA, NDS, PlayStation Portable, Handy)
- Die Sims 2: Haustiere (Playstation 2, GameCube, NDS, GBA, Wii, Playstation Portable, Handy)
- Die Sims 2: Gestrandet (Playstation 2, Nintendo DS, Wii, Playstation Portable, Handy)

Alle Konsolenversionen sind konsolentypisch levelbasiert, viele Objekte müssen zum Beispiel erst freigespielt werden. Abgesehen von der ersten Version erlauben sie auf den großen Konsolen aber auch einen freien Spielmodus.
Seit Januar 2005 gibt es eine Umsetzung des Die-Sims-Nachfolgers Die Sims 2 für gleich sieben Plattformen. Dazu zählen die Spielekonsolen PlayStation 2, Xbox und GameCube, die Handhelds GBA, NDS und PlayStation Portable sowie Mobiltelefone. Von früheren Konsolenversionen unterscheidet sich das Spiel nicht nur durch ergänzte Merkmale aus der neuen PC-Version, sondern verfügt auch über einen freieren, also weniger levelbasierten, Spielmodus.
Wegen des großen Erfolgs der Handy-Version wurde Ende 2006 auch Die Sims 2 Haustiere für das Mobiltelefon veröffentlicht.

## Musik
2004 nahm die deutsche Sängerin Jeanette Biedermann ihr Lied Run With Me zum Erscheinen von Die Sims 2 als Akustik-Version neu auf. Auf der dazugehörigen Single gab es zudem noch Jeanette Biedermann als Sim.
Für das Spiel und seine Erweiterungen entstanden Aufnahmen bekannter Künstler, die ihre Lieder auf Simlisch neu einspielten.
- Für die Erweiterung Open for Business (2006): Depeche Mode mit Suffer Well aus dem Album Playing the Angel und Kajagoogoo mit Too Shy.
- Für die Erweiterung Haustiere (2006): The Pussycat Dolls mit Don’t Cha.
- Für die Erweiterung Vier Jahreszeiten (2006): The Veronicas mit When It All Falls Apart; Lily Allen mit Smile und Trivium mit Like Light to the Flies.
- Für die Erweiterung Freizeit-Spaß (2008): Ashley Tisdale mit Don’t Touch; Natasha Bedingfield mit Pocketful of Sunshine und Lexington Bridge mit You’re Forgiveness.
- Für die Erweiterung Apartment-Leben (2008): Katy Perry mit Hot n Cold.

Des Weiteren haben in Deutschland eher unbekannte Künstler ebenfalls eine Auswahl ihrer Lieder speziell für das Spiel auf simlisch aufgenommen.

## Rezeption
GameStar vergab für den Spielspaß 89 von 100 Punkten und urteilte „Dank Wunschsystem geniale Lebens-Sim“. PC Action bewertete den Spielspaß mit 89 %. PC Games benotete den Spielspaß mit 90 %. Die Zeitschrift lobte am Spiel, dass „dank der einzigartigen Vielseitigkeit, der variableren Tagesabläufe und der schier unendlichen Spielmöglichkeiten Spielspaß bis zum Gehtnichtmehr“ geboten werde, bemängelte jedoch „kleinere Probleme mit der Wegfindung“ und das „Platzieren von Möbelstücken“, das sie als pfriemelig ansehen. Am 8. Oktober 2004 wurde das Spiel auf der Frankfurter Buchmesse mit dem deutschen Kindersoftwarepreis TOMMI ausgezeichnet.